# Aile en mouette

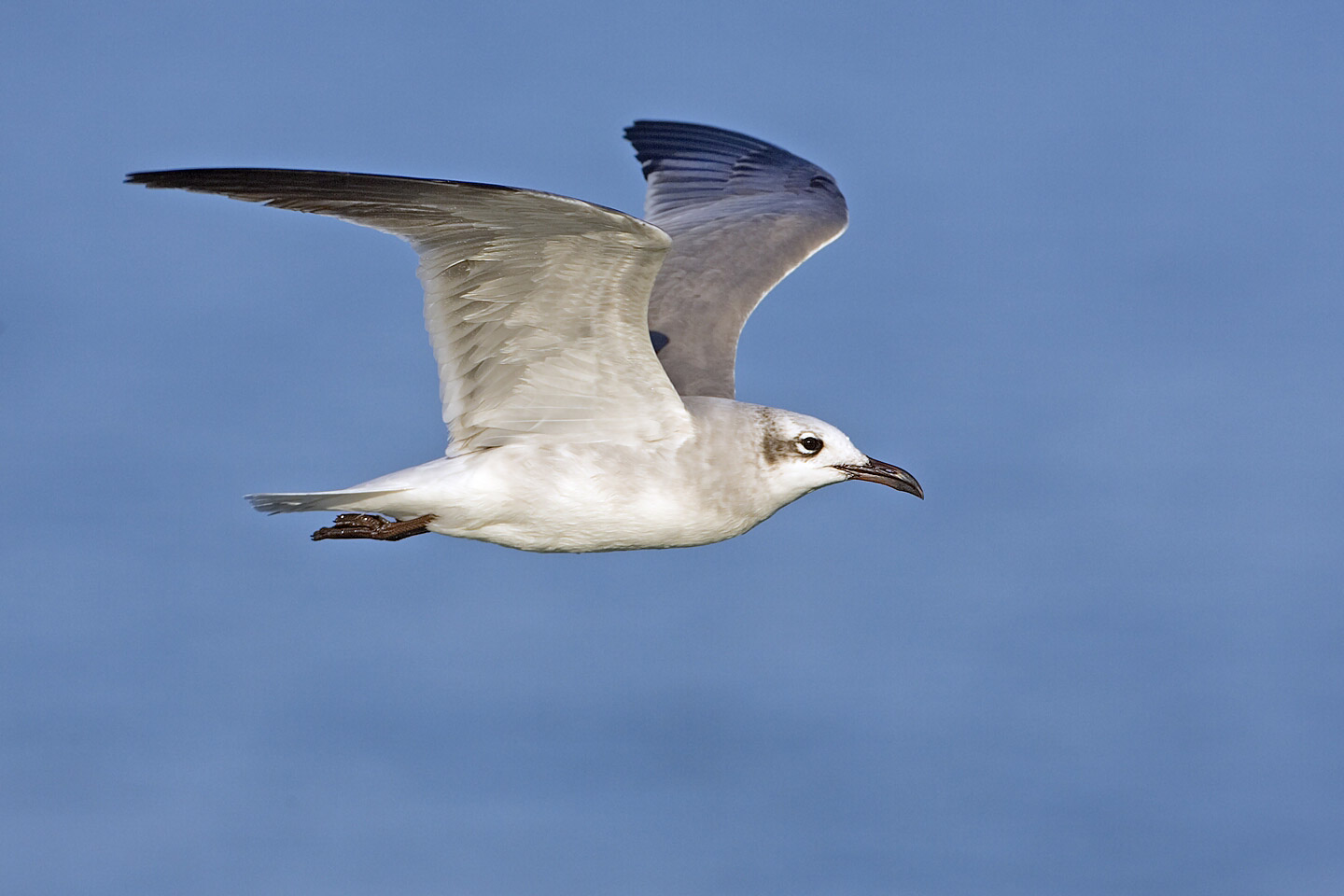
Mouette montrant la forme d'aile reproduite sur certains avions.

L'aile en mouette est une aile d'avion qui au lieu d'être droite comporte une « brisure » : l'aile est montante entre le fuselage et la brisure. Elle est parallèle au sol ou légèrement descendante après la brisure.
Le nom lui a été donné en raison de sa ressemblance avec celles des oiseaux du même nom.

## Planeurs

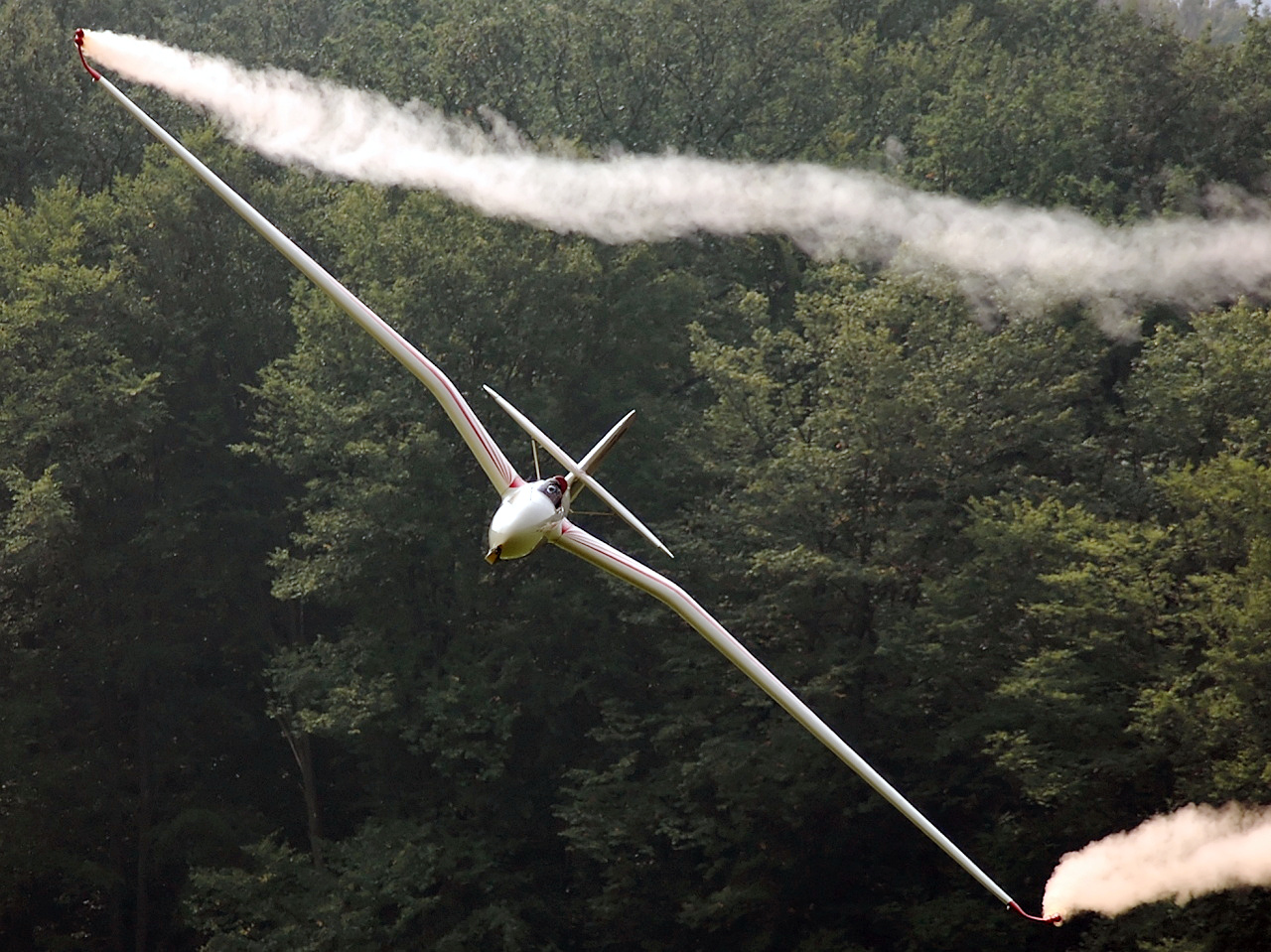
Planeur DFS Habicht.

La première application de ce profil date de 1921 sur le planeur Weltensegler. Mais après l'accident qui a tué le pilote, le concept a été abandonné.
Il est réapparu en 1930 sur le planeur de record Fafnir d'Alexander Lippisch. Ce profil devait apporter une meilleure portance et une amélioration de la stabilité en virage. Mais son succès a été surtout esthétique. L'aile en mouette a été utilisée pour tous les planeurs de hautes performances jusque dans les années 1950. 
Planeurs avec ailes en mouette :
- Göppingen Gö 3 Minimoa ;
- DFS Habicht  ;
- DFS REIHER  ;
- Schempp-Hirth Minimoa  ;
- DFS Kranich  ;
- Rhoensperper  ;
- Lippisch Fafnir  ;
- Weltensegler.

## Hydravions

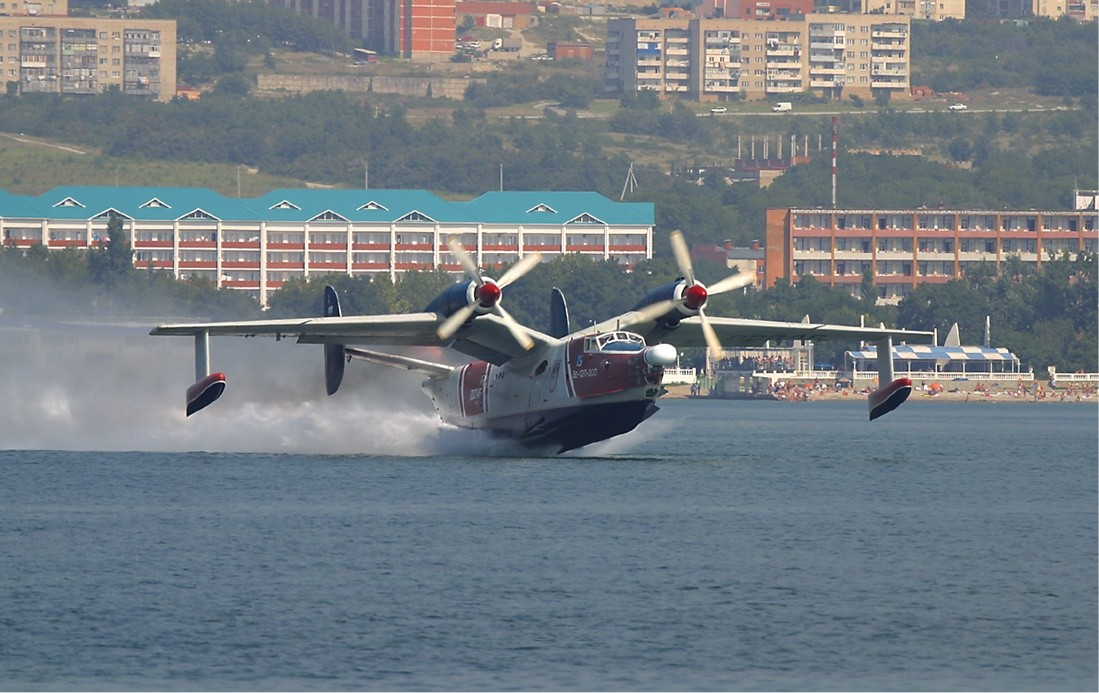
Hydravion Beriev Be-12 avec ailes en profil d'aile en mouette

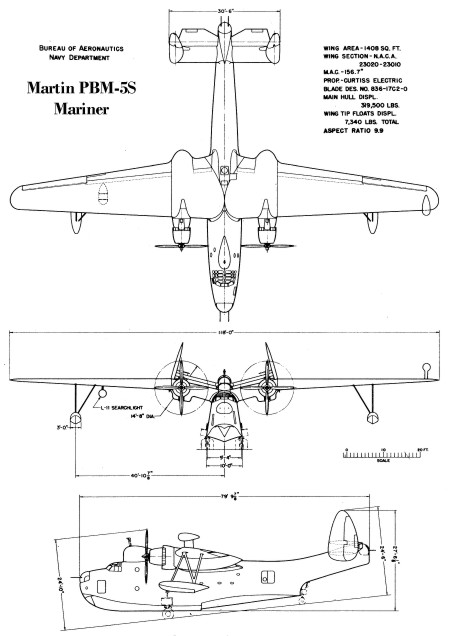
Martin PSM-5 Marlin

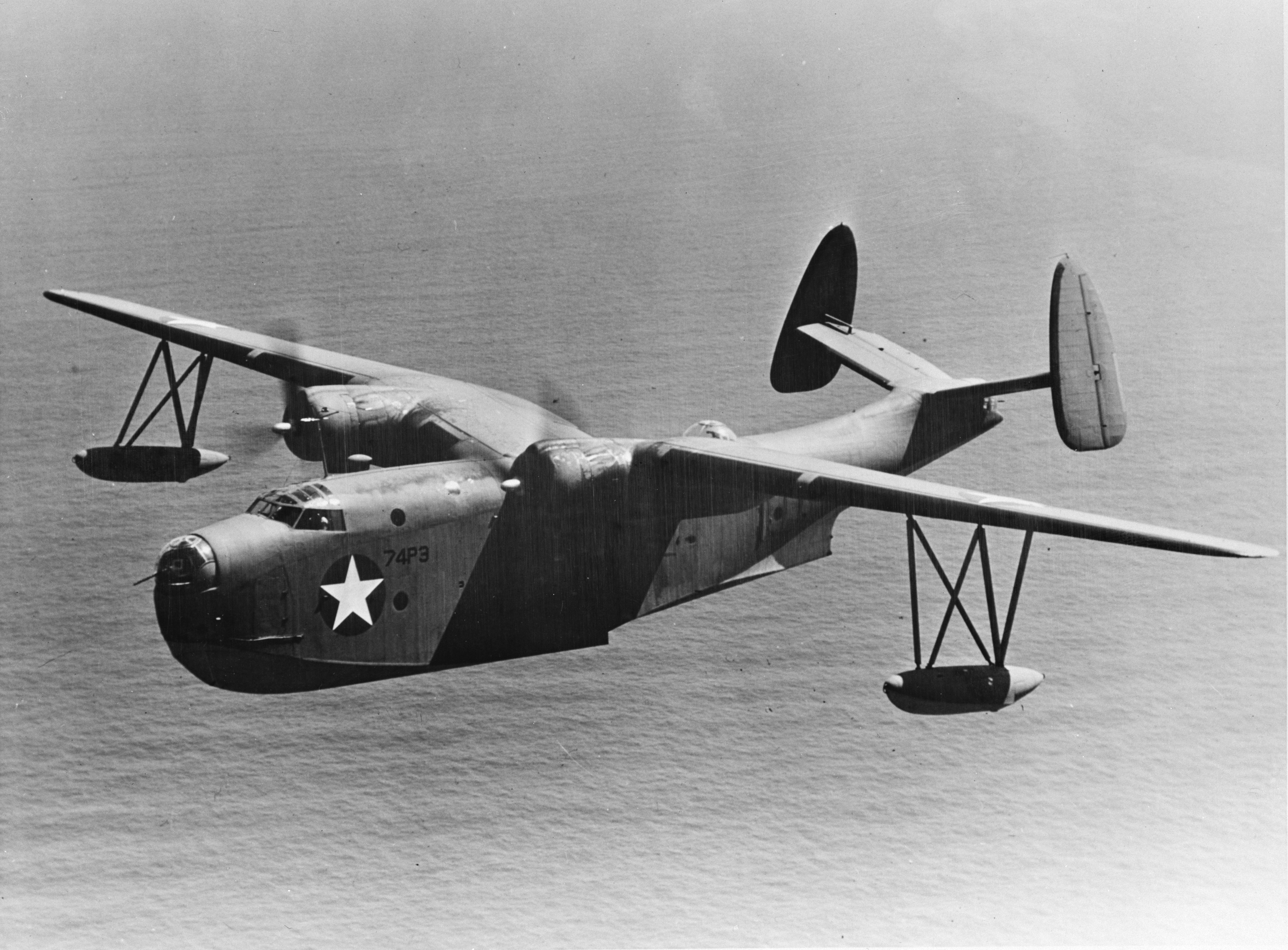
Martin PBM-3 Mariner

L'aile en mouette a été développée sur les hydravions au début des années 1930 avec l'augmentation de la puissance des moteurs et celle du diamètre des hélices. En effet, elle permettait d'installer les moteurs plus haut, à plus grande distance de l'eau et donc avec la possibilité d'employer des hélices de grand diamètre. L'alternative consistait à placer le moteur sur un pylône, ce qui favorisait les problèmes de traînée et compliquait les commandes moteur et l'alimentation en carburant.
Le premier hydravion à aile en mouette a été le Short Knuckleduster (en) qui a volé en 1933.
On trouve cette configuration sur le Dornier Do 26, un avion de transport rapide qui a volé en 1938 et dont six exemplaires ont été construits ainsi que sur les Martin PBM Mariner et P5M Marlin, des avions de patrouille maritime de l'US Navy. Mais l'augmentation du rayon d'action des avions a rendu obsolète le concept des hydravions de transport dans les années 1950.
On trouve encore l'aile en mouette sur certains modèles d'après-guerre, comme le Beriev Be-12 Chaika (dont le nom signifie « mouette » en russe).
Hydravions avec ailes en mouette :
- Dornier Do 26  ;
- Martin PBM Mariner  ;
- Martin P5M Marlin  ;
- Beriev Be-6  ;
- Beriev Be-12 .

## Avions classiques
L'aile en mouette est apparue à la fin des années 1920, avec le PZL P.1 conçu par le concepteur et pilote d'avion polonais Zygmunt Pulawski (en), en 1928. La configuration a d'ailleurs été appelée « Aile Pulawsky » ou « Aile polonaise ». Elle a été choisie pour essayer d'améliorer la visibilité axiale. Elle a été utilisée sur certains chasseurs tels que le polonais PZL P.11 et le soviétique Polikarpov I-15.
Avions terrestres avec ailes en mouette :
- PZL P.11  ;
- Polikarpov I-153  ;
- Scaled Composites Proteus.

## Aile en mouette inversée

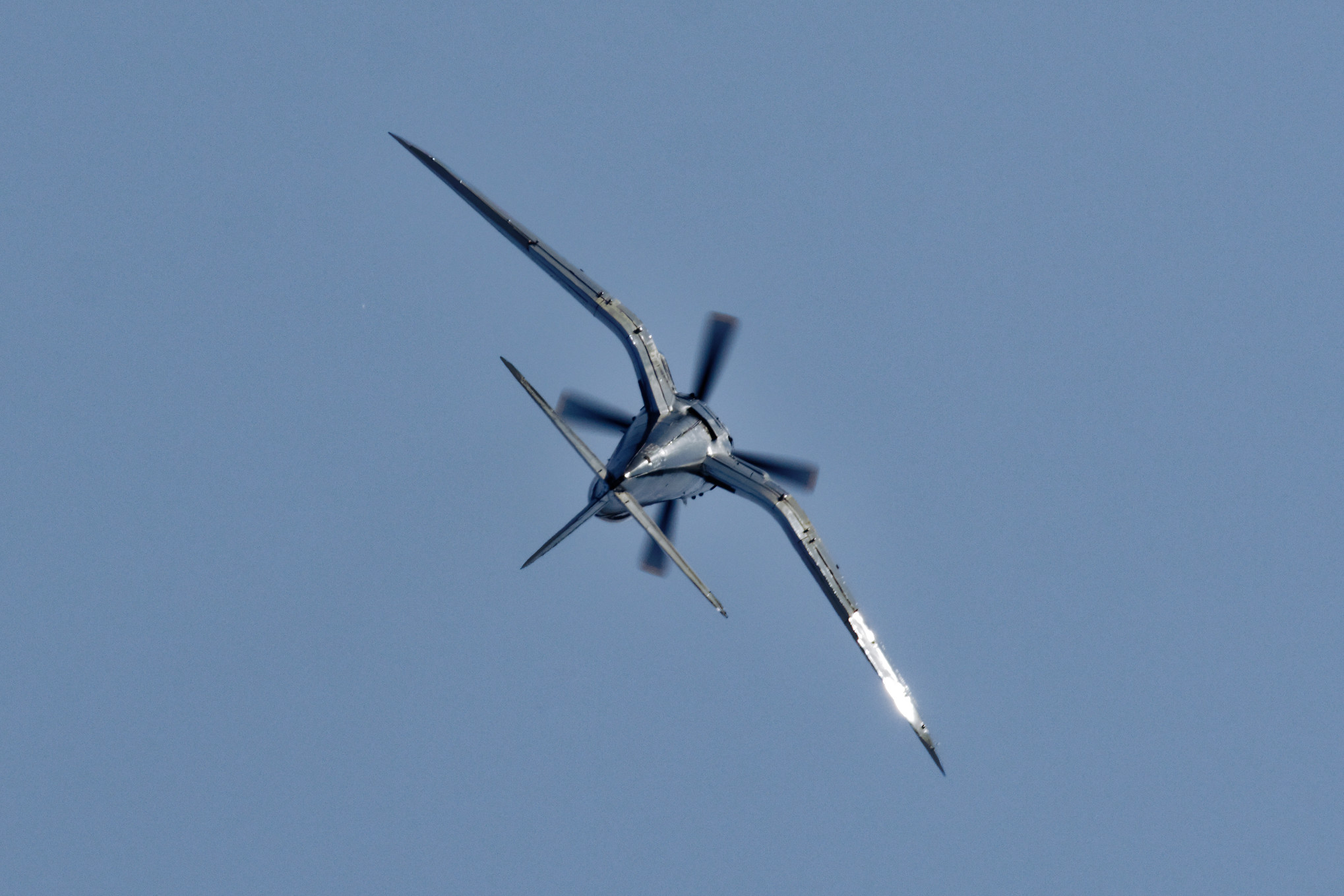
Chance Vought F4U Corsair

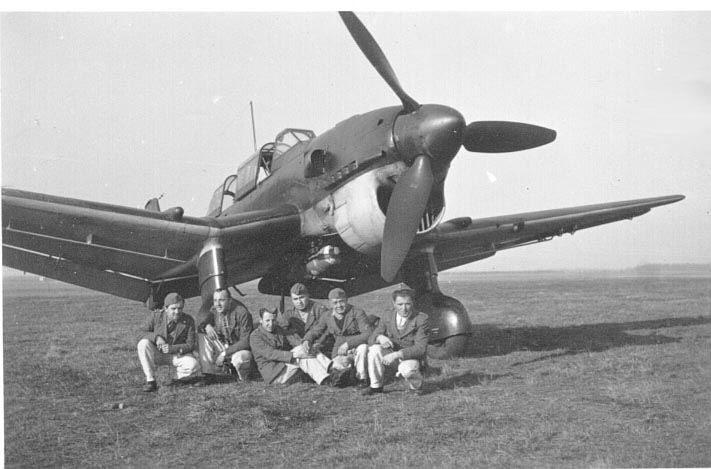
Junkers Ju 87B Stuka

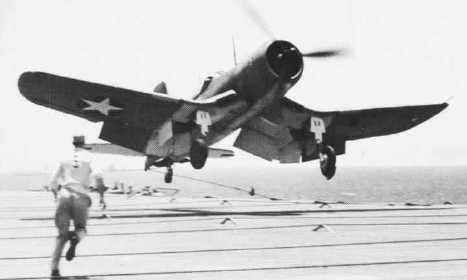
F4U-1 appontant sur le USS Bunker Hill

De façon paradoxale, cette configuration a le même objectif que l'aile en mouette, à savoir l'installation d'hélice de grand diamètre sur des moteurs très puissants.
L'aile en mouette était adaptée aux avions bimoteurs avec des moteurs à grandes hélices installés sur chacune des ailes en un point élevé.
L'aile en mouette inversée permettait d'installer des moteurs avec de grandes hélices sur des monomoteurs où le moteur est installé à l'avant du fuselage. En surhaussant le moteur, elle évitait de longs trains d'atterrissage lourds, complexes et fragiles.
Cette configuration fut installée sur deux avions majeurs de la Seconde Guerre mondiale :
- l'avion allemand d'attaque en piqué  Junkers Ju-87 Stuka. La situation surhaussée de l'hélice facilitait aussi le largage de la bombe lors du piqué, un bras mobile empêchant la bombe de heurter l'hélice.

Cette configuration procurait aussi un avantage aérodynamique après un piqué au moment de la ressource ;
- le chasseur américain Chance Vought F4U Corsair prévu dès sa conception comme chasseur embarqué sur porte-avions (où l'appontage met le train d'atterrissage à rude épreuve) et qui fut équipé d'un des moteurs à hélices les plus puissants de tous les chasseurs américains de la Seconde Guerre mondiale.

Cette configuration permettait aussi au train d'atterrissage de se rétracter vers l'arrière et non sur le côté dans l'aile. Cela libérait donc de la place pour l'emport d'armes supplémentaires.
Par ailleurs, cette configuration permet une meilleure visibilité lors des atterrissage ou des appontages où l'avion cabre.
Elle fut aussi utilisée sur le bombardier embarqué japonais Aichi B7A Ryusei (Étoile Filante).